# Международная реакция на операцию «Литой свинец»
Международная реакция на операцию «Литой свинец» — реакция в разных странах и международных организациях на проведение Израилем военной операции «Литой свинец» в секторе Газа с 27 декабря 2008 по 20 января 2009 года.
Операция вызвала неоднозначную реакцию мирового сообщества. Часть мусульманских стран (например Иран, Сирия и Ливия) резко осудили операцию, ряд стран (в частности США, Канада, Австралия и часть стран Евросоюза) поддержали право Израиля на самозащиту и осудили ракетные обстрелы со стороны ХАМАС.
Совбез ООН и Генеральный секретарь ООН Пан Ги Мун призвали к немедленному прекращению насилия. Однако США воспользовались правом вето в Совете Безопасности ООН и заблокировали проект резолюции, призывавшей к прекращению атак на сектор Газа со стороны Израиля. СБ ООН осудил и ракетные обстрелы территории Израиля, но принять такую резолюцию ему помешала позиция Ливии, выступившей против из-за позиции Лиги Арабских Государств.
Венесуэла, Боливия, Катар и Мавритания из-за этого конфликта разорвали с Израилем дипломатические отношения.
В дальнейшем различные международные органы рассматривали правовые нарушения, допущенные обеими сторонами в ходе конфликта.

## Международные организации

### ООН
31 декабря 2008 года Генеральный секретарь ООН Пан Ги Мун:
Я безоговорочно и самым решительным образом осуждаю продолжающиеся ракетные и минометные обстрелы Израиля боевиками ХАМАС и других палестинских группировок. Но я также осуждаю чрезмерное применение силы Израилем
31 декабря 2008 года Совет Безопасности ООН так и не смог принять резолюцию по ситуации на Ближнем Востоке. За четыре часа до наступления нового года в Нью-Йорке заседание Совета Безопасности было закрыто без принятия каких-либо документов.
3 января 2009 года после начала наземной операции пресс-секретарь Пан Ги Муна сообщила, что Пан Ги Мун уже связался с премьер-министром Израиля Эхудом Ольмертом и выразил крайнюю озабоченность и разочарование действиями Израиля. Пан Ги Мун призвал Израиль немедленно прекратить наземную операцию и обратился с призывом сделать все, чтобы обеспечить защиту гражданского населения и свободный доступ гуманитарной помощи к тем, кто в ней нуждается.
Как сообщил 5 января портал ISRA.com, посол США в ООН получил указание президента США блокировать любую резолюцию Совбеза относительно ситуации в Газе.

### Европейский союз
Изначальная реакция стран Евросоюза была сдержанной и благоприятной для Израиля. Так, министр иностранных дел Франции (председатель ЕС до 31 декабря 2008) Бернар Кушнер отметил, что условием для прекращения конфликта является прекращение ракетных обстрелов из Газы. Министр иностранных дел Чехии (председатель ЕС с 2009 года) заявил, что Израиль имеет право на самооборону. Аналогичную позицию высказала 28 декабря 2008 года канцлер Германии Ангела Меркель.
Однако после начала наземной операции по мере роста числа жертв среди палестинцев и мобилизации антиизраильского лобби тональность заявлений членов ЕС поменялась.
Ряд представителей стран Евросоюза и глава Еврокомиссии Хавьер Солана приняли участие в переговорах по урегулированию конфликта.

### Лига арабских государств
Конференция Лиги арабских государств, Каир, 31 декабря 2008. Принц Сауд аль-Фейсал, министр иностранных дел Саудовской Аравии, заявил:
Эта ужасная бойня никогда бы не случилась, если бы палестинский народ имел единое палестинское правительство. Мы, ваши арабские братья, не можем протянуть руку помощи, до тех пор, пока вы не протянете руку дружбы друг другу.
Амр Муса, глава Лиги арабских государств, заявил:
Мы призываем наших палестинских братьев немедленно провести переговоры о национальном примирении.

### Организация Исламская конференция
Генеральный секретарь Организации Исламская конференция (ОИК) Экмеледдин Ихсаноглу призвал международное сообщество принять все необходимые меры для немедленного прекращения насилия в Газе и восстановления режима прекращения огня. Он назвал операцию «бесчеловечным воздушным нападением, которое вызвало беспрецедентные людские потери в секторе Газа».

## Страны

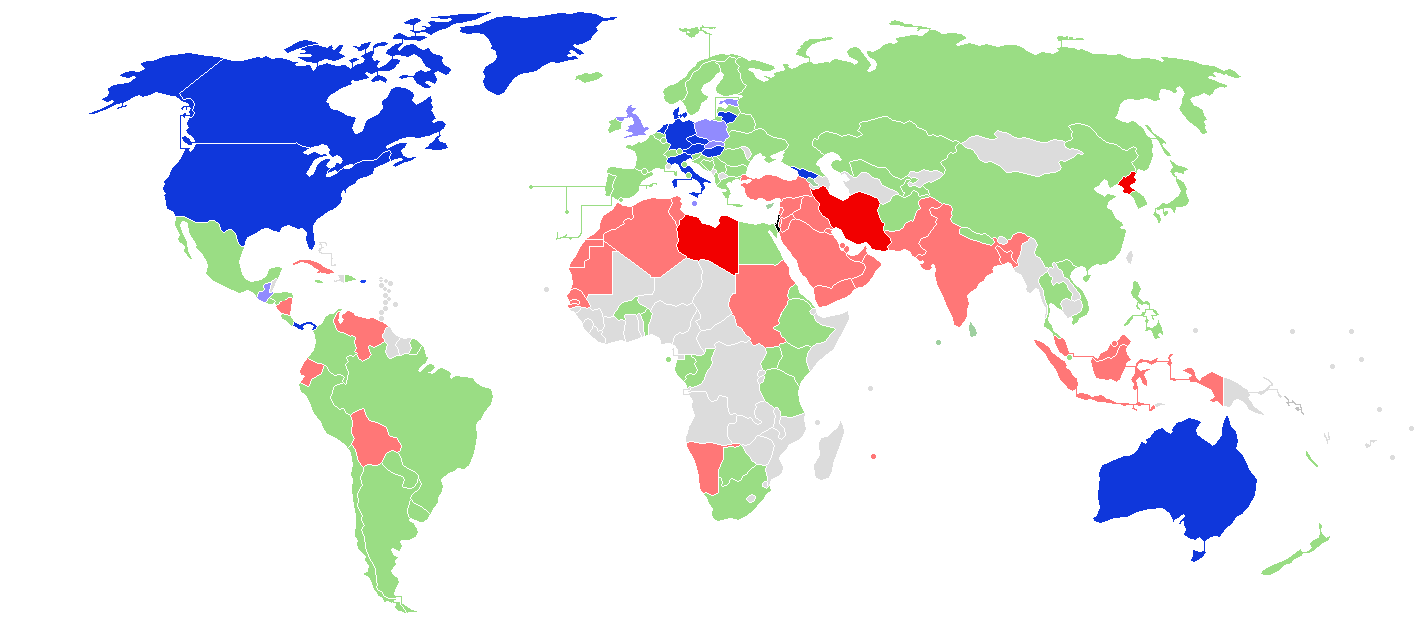
Международная реакция на операцию «Литой свинец»
Израиль и Газа.
Государства, поддержавшие Израиль или обвиняющие ХАМАС.
Государства, осудившие действия Израиля.
Государства, призвавшие прекратить огонь обе стороны.
Государства, позиция которых неизвестна.

## Прочие
- Палестинская национальная администрация. Председатель ПНА и президент Государства Палестина Махмуд Аббас возложил ответственность за конфликт на ХАМАС.[13] Он заявил:[14]

Я заявляю со всей определенностью: да, мы говорили с лидерами ХАМАС и с руководителями ХАМАС в секторе Газа. Мы излагали нашу позицию ясно и откровенно, напрямую и через посредников, как арабских, так и неарабских.

Сейчас неважно, какие проблемы существовали между нами в прошлом. Мы звонили им и говорили: пожалуйста, не выходите из перемирия. Если бы перемирие продолжилось, мы могли бы избежать того, что случилось, и я очень хотел бы, чтобы мы этого избежали
В дальнейшем на экстренном заседании Совета безопасности ООН представитель ПНА при ООН Рияд Мансур заявил:
Израиль не может больше вести себя так, как будто он выше международного права. Это закон джунглей. Всё, что они делают, незаконно и безнравственно! Это запрещено! Прямой долг Совета безопасности — заставить Израиль пойти на уступки и подчиниться международным законам

## Митинги и демонстрации

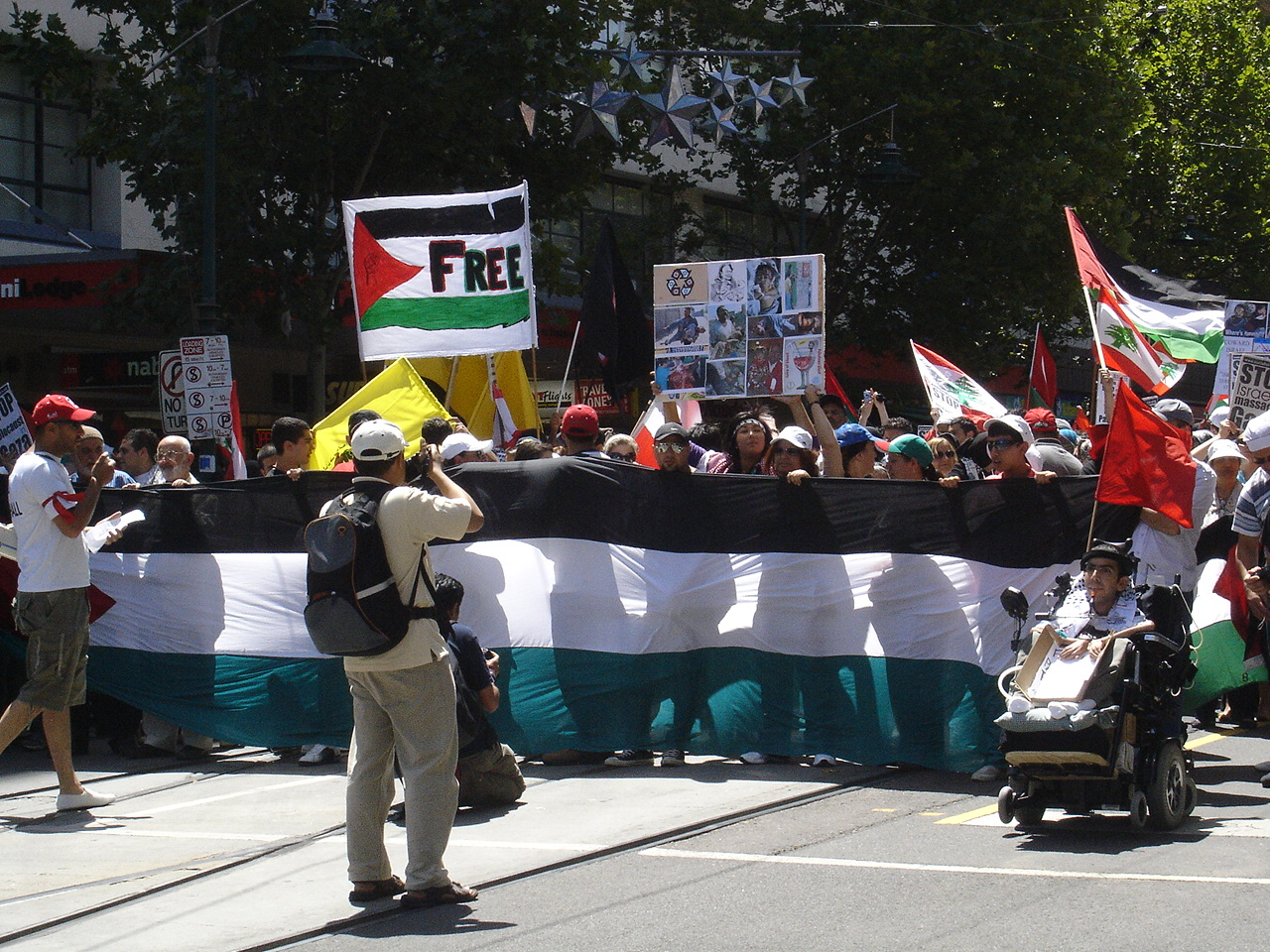
Антиизраильская демонстрация в Мельбурне

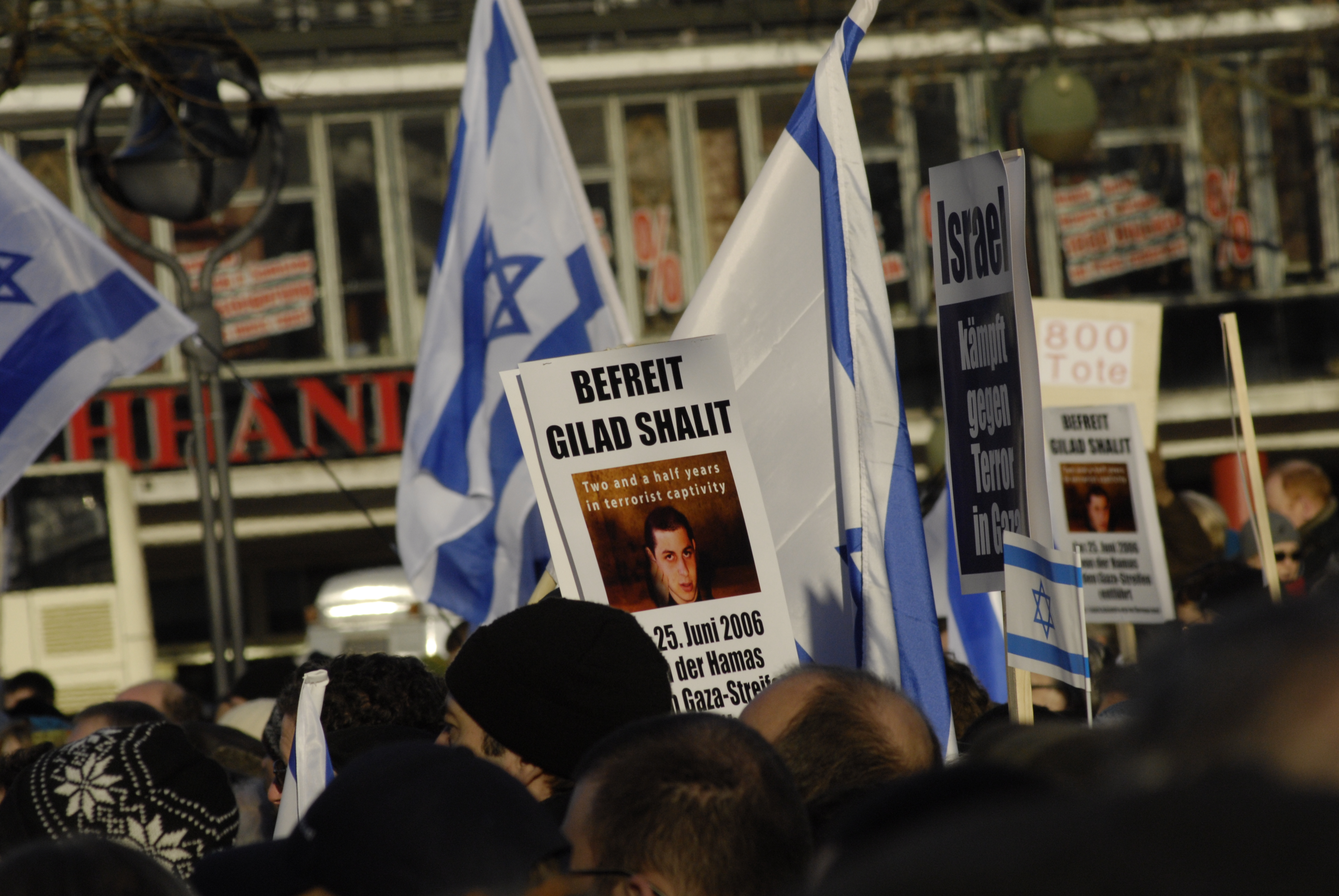
Демонстрация солидарности с Израилем в Берлине

Практически сразу после начала операции на улицы крупнейших городов многих исламских государств — Аммана, Багдада, Бейрута, Каира, Стамбула, а также европейских и латиноамериканских городов (Каракас, Афины, Париж, Мадрид, Лондон, города Германии и т. д.) — вышли десятки тысяч людей на митинги протеста против действий Израиля.
3 января в Нью-Йорке прошла демонстрация против вторжения израильской армии в сектор Газа.
4-5 января 2009 года в Австралии (Мельбурн), Канаде (Торонто) и США (Лос-Анджелес, Нью-Йорк, Денвер и Бостон) состоялись демонстрации в поддержку Израиля. Крупная демонстрация в поддержку Израиля 4 января прошла в Париже. 11 января прошла многочисленная демонстрация солидарности с Израилем в Берлине (около 8500 человек).
Антиизральские манифестации прошли в США, ряде стран Евросоюза, многих арабских и мусульманских странах. Наиболее крупные протесты против израильской операции состоялись в Стамбуле
(200 тыс. человек), а также, по утверждению канала Аль-Джазира, в арабском израильском городе Сахнин (150 тыс. чел.)
Демонстрации в поддержку Израиля прошли во многих городах США и Европы, а также в Латинской Америке, в Канаде, Грузии и некоторых других странах. Наиболее крупные мероприятия прошли во Франции — в Париже (12-14 тыс.) и Марселе (20 тыс.).

## После окончания операции
Вопросы соблюдения сторонами конфликта международного гуманитарного права поднимались уже во время самой операции. После её окончания международное сообщество обсуждало следующие вопросы в отношении Израиля:
- Пропорциональность ответа Израиля на ракетные обстрелы со стороны Хамас
- Применение Израилем некоторых видов оружия и боеприпасов
- Обстрелы зданий и помещений международных организаций, расположенных в Секторе Газа. Одед Эран отмечает, в частности, что со времени Ливанской войны 2006 года Израиль ослабил некоторые ограничения в части атаки на гражданские учреждения (например школы и мечети), где размещалось оружие или боевики и слабая критика таких атак даже со стороны мусульманских стран показала согласие с этим подходом. При этом Израиль ограничил применение кассетных боеприпасов, в том числе из-за критики со стороны США и других стран после войны 2006 года. Чувствительность Израиля к международной критике показывает, по мнению Эрана, также факт вывода войск из Газы буквально за несколько часов до приведения к присяге нового президента США[24].

Миссия ООН по установлению фактов в связи с конфликтом в Газе под председательством Ричарда Голдстоуна, проведя расследование, заключила, что рассмотренные ею примеры действий всех сторон данного конфликта могут быть квалифицированы как военные преступления, и высказала рекомендации к сторонам конфликта.